# De Tomaso Vallelunga
Der De Tomaso Vallelunga war der erste Straßensportwagen des italienischen Automobilherstellers De Tomaso. Seine Konstruktion war technisch innovativ; der Vallelunga hatte als erster italienischer Sportwagen einen Zentralrohrrahmen und Mittelmotor. Das Fahrzeug wurde 1963 der Öffentlichkeit vorgestellt. In den folgenden Jahren entstanden einschließlich der Prototypen etwa 55 Exemplare. Die meisten von ihnen trugen einen von Fissore entworfenen Coupé-Aufbau; außerdem wurden einige weitere Fahrzeuge mit Sonderkarosserien eingekleidet. Die Modellbezeichnung erinnerte an die Rennstrecke Autodromo Vallelunga Piero Taruffi in Campagnano di Roma.

## Der Hintergrund

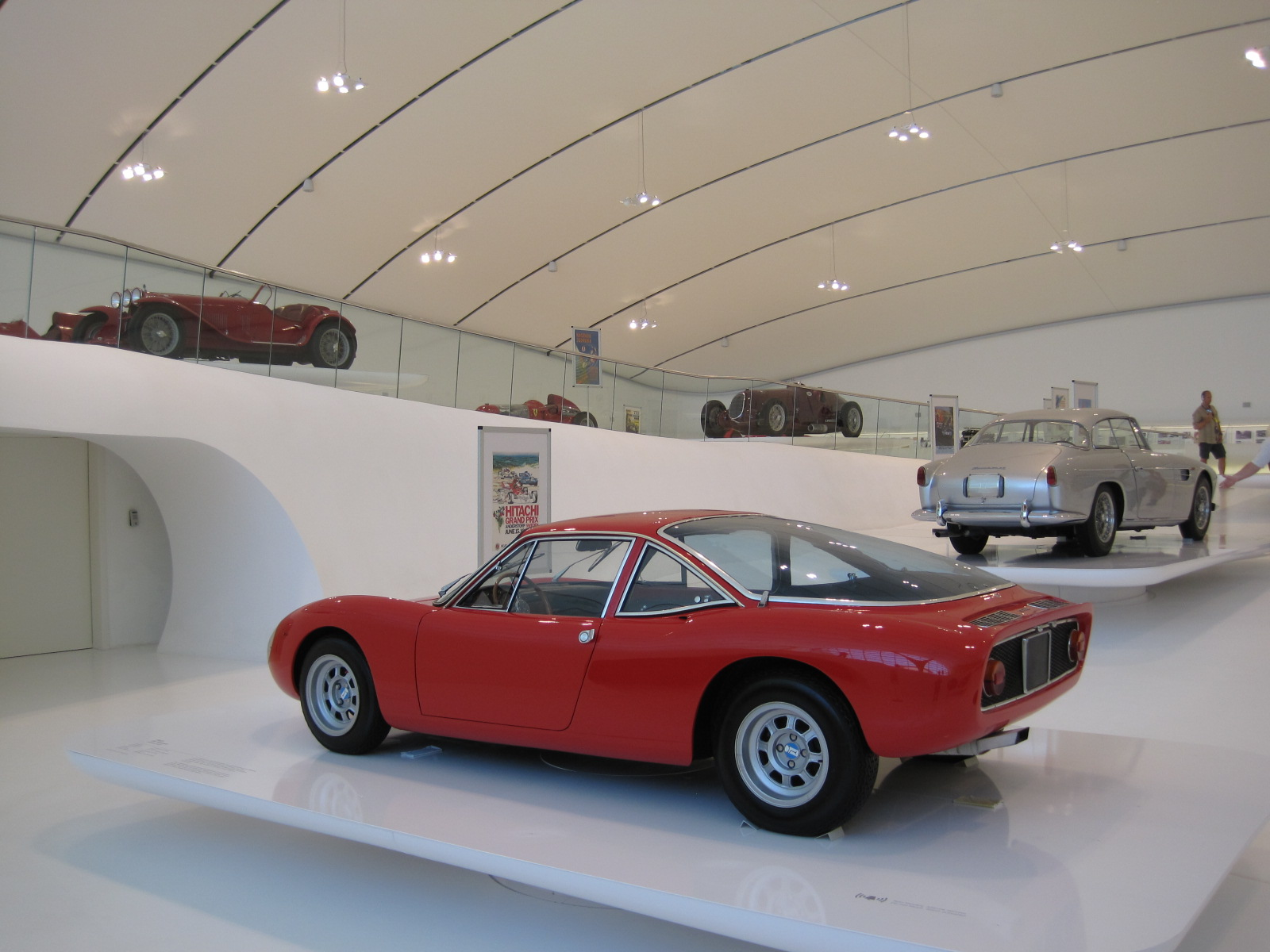
Ansicht von schräg hinten

Das 1959 von Alejandro de Tomaso in Modena gegründete Unternehmen De Tomaso Automobili war in den ersten Jahren seiner Existenz zunächst auf die Beteiligung am Motorsport ausgerichtet gewesen. Alejandro de Tomaso hatte zahlreiche Rennwagen entworfen, darunter einige für die Formel 1, die bis 1963 mit mäßigem Erfolg bei zumeist zweitrangigen, nicht zur Weltmeisterschaft zählenden Großen Preisen angetreten waren. Daneben entstanden zahlreiche Rennwagen für kleinere Klassen wie die Formel 2 oder die Formel Junior, die teilweise unter dem Modellnamen Isis vertrieben wurden. Eine Produktion von Straßensportwagen war anfänglich nicht geplant. Dass sich Alejandro de Tomaso 1962 gleichwohl zu einer Ausweitung der Aktivitäten entschloss, hatte in erster Linie finanzielle Gründe: De Tomaso wollte den kostspieligen Rennsport durch die Verkaufserlöse von Straßensportwagen finanzieren. Um diese Fahrzeuge wiederum attraktiv zu machen, verwendete de Tomaso bei ihrer Konstruktion zahlreiche Elemente aus dem Rennsport.

## Die Technik
Der De Tomaso Vallelunga hatte einen Zentralrohrrahmen, der in seiner Konzeption dem des Lotus Elan ähnelte. Die Räder waren vorn und hinten einzeln aufgehängt. Es gibt Berichte, wonach die vordere Radaufhängung vom Triumph Herald übernommen wurde. Der Motor war zwischen dem Fahrer und der Hinterachse positioniert. Der Motorblock, ein 1,5 Liter großer Vierzylinder vom Typ Kent kam von Ford in Großbritannien und wurde regulär im Ford Cortina eingebaut. De Tomaso installierte einen Leichtmetallzylinderkopf und hob die Verdichtung auf 9:1 an. Außerdem wurden zwei Weber Doppelvergaser vom Typ 40 DCOE2 verwendet. Das ergab eine Leistung von 74 kW (100 PS) bei 6.200 Umdrehungen pro Minute. Das Getriebe kam von Hewland, einem britischen Rennsport-Zulieferer, und enthielt Komponenten von Volkswagen. Eine ähnliche Motor-Getriebe-Kombination fand sich bei zahlreichen zeitgenössischen Formel-3-Fahrzeugen.

## Die Aufbauten

### Der Fissore-Spider
Der Prototyp des Vallelunga wurde 1963 mit einer offenen Karosserie eingekleidet, der als Fissore Spider bekannt wurde. Einer Quelle zufolge konstruierte das neu gegründete Karosseriebauunternehmen BBM in Modena den Aufbau als Subunternehmer für Fissore. Der Wagen hatte eine niedrige, leicht geschwungene Gürtellinie mit einem auffälligen, deutlich emporragenden Überrollbügel hinter dem Fahrersitz. Nach allgemeiner Ansicht ähnelte der Aufbau dem des Porsche 550 Spyder. Die Karosserie bestand aus Aluminium, das komplette Auto soll nicht mehr als 480 kg gewogen haben. Alejandro de Tomaso behauptete, die Höchstgeschwindigkeit habe bei über 220 km/h gelegen.
Der Fissore Spider blieb ein Einzelstück. De Tomaso erwog zwar, eine Serienversion dieses Modells aufzulegen, entschied sich dann aber für eine geschlossene Version. Der Spider wurde einige Jahre lang erfolgreich bei Straßenrennen eingesetzt.

### Fissore Berlinetta und Ghia Berlinetta
Nach dem Spider entwarf Fissore einen geschlossenen Aufbau für das Vallelunga-Chassis. Verantwortlicher Designer war Franco Maina. Die technische Ausrichtung des Fahrzeugs blieb unverändert, aber die Karosserie hatte keine Ähnlichkeit mehr mit dem stark auf den Rennsport ausgerichteten Spyder. Die Scheinwerfer befanden sich hinter einer Abdeckung aus Kunststoff, und über dem Heck befand sich eine große Panoramascheibe.
Fissore baute zwei Prototypen aus Aluminium. Sie wurden anlässlich des Turiner Automobilsalons im Oktober 1964 präsentiert. Eine Besonderheit der Fissore-Prototypen bestand darin, dass der gesamte Karosserieteil hinter der B-Säule als Einheit aufgeklappt werden konnte.
Mit der Serienproduktion der Berlinetta wurde allerdings nicht Fissore, sondern die Turiner Carrozzeria Ghia beauftragt, die seinerzeit noch nicht zu Alejandro de Tomasos Unternehmensgruppe gehörte. Die Ghia-Karosserien waren im Gegensatz zu den Fissore-Prototypen aus Kunststoff hergestellt. Stilistisch entsprachen sie im Wesentlichen Fissores Entwürfen. Das Konzept der aufklappbaren Heckpartie wurde von Ghia nicht übernommen. Die sonstigen Abweichungen beschränkten sich auf Details wie Beleuchtungskomponenten und Zierteile. Nach überwiegender Auffassung entstanden bis 1966 (nach anderen Quellen: bis 1965) etwa 50 Fahrzeuge mit dem von Fissore entworfenen Aufbau.

### Sonderaufbauten
Neben dem serienmäßigen Berlinetta-Aufbau entstanden auf dem Vallelunga-Chassis einige Einzelstücke, die mit besonderen Aufbauten versehen waren. Dazu gehörte:
- Der De Tomaso Vallelunga Ghia Spyder (Competizione 2000) war ein offener, ultraflacher Rennsportwagen. Er wurde im Dezember 1965 durch das Karosseriebauunternehmen Ghia fertiggestellt, im März 1966 auf dem Genfer Automobilsalon erstmals gezeigt und in der Folgezeit auf weiteren Messen präsentiert. Bei der Motorisierung verwies De Tomaso aus Marketinggründen regelmäßig auf einen 2,0-Liter Achtzylinder-Boxermotor aus eigener Fertigung, der jedoch nicht über die Planungsphase hinausgekommen sein dürfte; tatsächlich hatte er eine im Hubraum vergrößerte Version des 1,6-l-Ford-Vierzylindermotors in einer speziell von De Tomaso getunten Form mit neuem Zylinderkopf und geänderten Nockenwellen. Das Getriebegehäuse stammte von Volkswagen, die Getriebeinnereien von Colotti; das Getriebe entsprach damit im Wesentlichen den De Tomaso-Formel-3- und -Formel-Junior-Rennwagen. Der Ghia Spyder hatte zunächst Reifen mit einer Breite von 6 Zoll vorne und 7 Zoll hinten auf relativ kleinen 13-Zoll-Rädern, wurde jedoch später von De Tomaso analog dem Vallelunga Fantuzzi Spyder (Sport 1000) auf 15-Zoll-Räder umgerüstet.[8]
- Der De Tomaso Fantuzzi Spyder (Sport 1000), ebenfalls ein offener, ultraflacher Rennsportwagen, eingekleidet von der Modeneser Carrozzeria Fantuzzi, wurde auf dem De Tomaso-Stand der Turiner Racing Car Show im Februar 1966 vorgestellt. Dort hatte er noch den regulären Kent-Motor, bald nach der Ausstellung wurde er mit einem von De Tomaso modifizierten Vierzylinder-Formel-2-Motor von B.R.M. mit 998 cm³ versehen, der auf einen für die Formel 1 entwickelten Achtzylinder zurückging (Leistung 129 PS (95 kW) bei 9750 Umdrehungen pro Minute). Die Karosserie wurde bei dieser Gelegenheit umfassend modifiziert, ferner erhielt das Fahrzeug wie die De Tomaso-Formel-3-Rennwagen Campagnolo-Räder.[9][10]
- Ein weiteres Einzelstück war der De Tomaso Pampero, ein Straßenkabriolett mit einer von Giugiaro für Ghia entworfenen Karosserie. Der Radstand war auf 2350 mm verlängert worden; abgesehen davon blieb die Technik des Serien-Vallelunga unverändert. Der Pampero entstand kurz bevor die Produktion des Vallelunga eingestellt wurde. Er wurde beim Turiner Automobilsalon im November 1966 präsentiert. Er blieb ein Einzelstück.[11]